# Championnat d'Ukraine de rugby à XV 2019
 (juin 2025).
Motif : Coquille vide sans rédaction ni la moindre source. L'article principal (à compléter) devrait être suffisant pour aborder cette compétition
- Archive Wikiwix
- Bing
- Cairn
- DuckDuckGo
- E. Universalis
- Gallica
- Google
- G. Books
- G. News
- G. Scholar
- Persée
- Qwant
- (zh) Baidu
- (ru) Yandex
- (wd) trouver des œuvres sur Wikidata

| 1. | Préciser le motif de la pose du bandeau. | Précisez le motif de la pose du bandeau en utilisant la syntaxe suivante : {{admissibilité à vérifier\|date=juin 2025\|motif=remplacez ce texte par le motif}}                                                |
| 2. | Informer les utilisateurs concernés.     | Pensez à avertir le créateur de l'article, par exemple, en insérant le code ci-dessous sur sa page de discussion : {{subst:avertissement admissibilité à vérifier\|Championnat d'Ukraine de rugby à XV 2019}} |

Navigation
Championnat d'Ukraine 2018 Championnat d'Ukraine 2020
Le championnat d'Ukraine de rugby à XV 2019 (ou Superliga 2019) est une compétition de rugby à XV qui oppose les six meilleurs clubs ukrainiens. La compétition se déroule en une poule unique avec matchs aller-retour.

## Clubs participants
| Olymp Kredo-63 Polytechnic Podillya Sokol Antares |

| Équipe                   | Ville        |
| ------------------------ | ------------ |
| RC Olymp                 | Kharkov      |
| RC Polytechnic Kiev      | Kiev         |
| RC Podillya Khmelnytskyi | Khmelnytskyi |
| RC Sokol                 | Lviv         |
| RC Antares               | Kiev         |
| RC Kredo-63              | Odessa       |

## Résumé des résultats
| Rang | Club                | J  | V  | N | D | Bo | Bd | Pm  | Pe  | Diff | Pts |
| ---- | ------------------- | -- | -- | - | - | -- | -- | --- | --- | ---- | --- |
| 1    | RC Olymp (T)        | 10 | 10 | 0 | 0 | 9  | 0  | 801 | 29  | +772 | 49  |
| 2    | RC Kredo-1963       | 10 | 8  | 0 | 2 | 7  | 0  | 415 | 168 | +247 | 39  |
| 3    | RC Podillya         | 10 | 6  | 0 | 4 | 4  | 0  | 256 | 248 | +8   | 28  |
| 4    | RC Sokol            | 10 | 3  | 0 | 7 | 2  | 1  | 162 | 358 | -196 | 15  |
| 5    | RC Antares          | 10 | 2  | 0 | 8 | 1  | 2  | 126 | 492 | -366 | 11  |
| 6    | RC Polytechnic Kiev | 10 | 1  | 0 | 9 | 0  | 0  | 64  | 529 | -465 | 4   |

|  | Champion (no 1)          |
|  | Relégué (no 6)           |
|  | T : tenant du titre 2018 |

Attribution des points : victoire sur tapis vert : 5, victoire : 4, match nul : 2, défaite : 0, forfait : -2 ; plus les bonus (offensif : 4 essais marqués ; défensif : défaite par 7 points d'écart ou moins).

### Résultats détaillés
L'équipe qui reçoit est indiquée dans la colonne de gauche.	
| Clubs                    | ANT   | KRE   | OLY   | POD   | POL   | SOK   |
| ------------------------ | ----- | ----- | ----- | ----- | ----- | ----- |
| RC Antares               |       | 13-55 | 0-112 | 15-39 | 17-20 | 13-20 |
| RC Kredo-1963            | 68-17 |       | 17-57 | 39-6  | 76-3  | 50-5  |
| RC Olymp                 | 135-0 | 21-3  |       | 52-3  | 89-0  | 118-0 |
| RC Podillya Khmelnytskyi | 28-3  | 17-27 | 6-64  |       | 55-13 | 24-11 |
| RC Polytechnic Kiev      | 10-32 | 5-45  | 0-84  | 3-55  |       | 10-35 |
| RC Sokol                 | 5-16  | 24-35 | 0-69  | 21-23 | 41-0  |       |

|  | Victoire à domicile |  | Match nul |  | Défaite à domicile |